# Buttercup Island
Buttercup Island ist eine unbewohnte Insel im Indischen Ozean vor der Küste des australischen Bundesstaats Western Australia. Die Insel gehört zu den Montebello-Inseln. Sie ist 79,7 Kilometer vom australischen Festland entfernt. 
Sie ist 660 Meter lang, 130 Meter breit und sechs Meter hoch. Die Nachbarinseln heißen Ivy Island, Sida Island und Foxglove Island.